# GGL Stadium
Das GGL Stadium ist ein Rugby- und Fußballstadion im Stadtteil Ovalie der französischen Stadt Montpellier, Département Hérault. Es befindet sich im Complexe sportif Yves-du-Manoir und bietet 15.697 Plätze, davon 12.697 Sitzplätze. Der Rugby-Union-Verein Montpellier Hérault Rugby (MHR) trägt hier seine Heimspiele aus.

## Geschichte
Von der Eröffnung bis in das Jahr 2014 trug die Spielstätte den Namen Stade Yves-du-Manoir, zu Ehren des Rugby-Union-Spielers Yves du Manoir (1904–1928), der mit 23 Jahren bei einem Flugzeugabsturz ums Leben kam. Von 2014 bis 2018 war die Groupe Altrad, das Unternehmen des Vereinsbesitzers Mohed Altrad, Namensgeber der Sportstätte. Seit dem 1. Juli 2018 trägt das Stadion den Sponsornamen der Immobiliengesellschaft GGL Aménagement. Der Vertrag hat eine Laufzeit von drei Jahren. GGL Aménagement zahlt dafür jährlich 480.000 Euro. Zum Complexe sportif Yves-du-Manoir gehört auch das am 17. April 2013 eingeweihte Stade Éric Béchu mit einer kleinen, überdachten Tribüne und 500 Plätzen sowie zwei weitere Spielfelder. Im GGL Stadium befinden sich u. a. der Fanshop des MHR und die Brasserie Le M By MHR mit 200 Plätzen. Im Sommer 2020 erhielt das Stade Éric Béchu einen Hybridrasen.
Während der Gruppenspiele der Rugby-Union-Weltmeisterschaft 2007 diente das Stade Yves-du-Manoir als Trainingsort der australischen Nationalmannschaft. Im Herbst 2014 wurde das Stade de la Mosson durch schwere Regenfällen innerhalb kürzester Zeit zwei Mal überflutet. Der Fußballverein HSC Montpellier musste seine Heimspiele mehrere Wochen im damaligen Altrad Stadium austragen.

## Finanzierung
Der Neubau kostete insgesamt 63 Mio. Euro.
- Montpellier Méditerranée Métropole: 55,6 Prozent
- Region Languedoc-Roussillon: 19 Prozent
- Stadt Montpellier: 15,9 Prozent
- Département Hérault: 8,2 Prozent
- Staat Frankreich: 1,3 Prozent

## Tribünen
Die Ränge tragen die Namen bekannter Rugbystadien.
- Tribune Ellis Park – Haupttribüne, Nordost
- Tribune Eden Park – Gegengerade, Südwest
- Tribune Murrayfield – Hintertortribüne, Südost
- Tribune Twickenham – Hintertortribüne, Nordwest

## Galerie

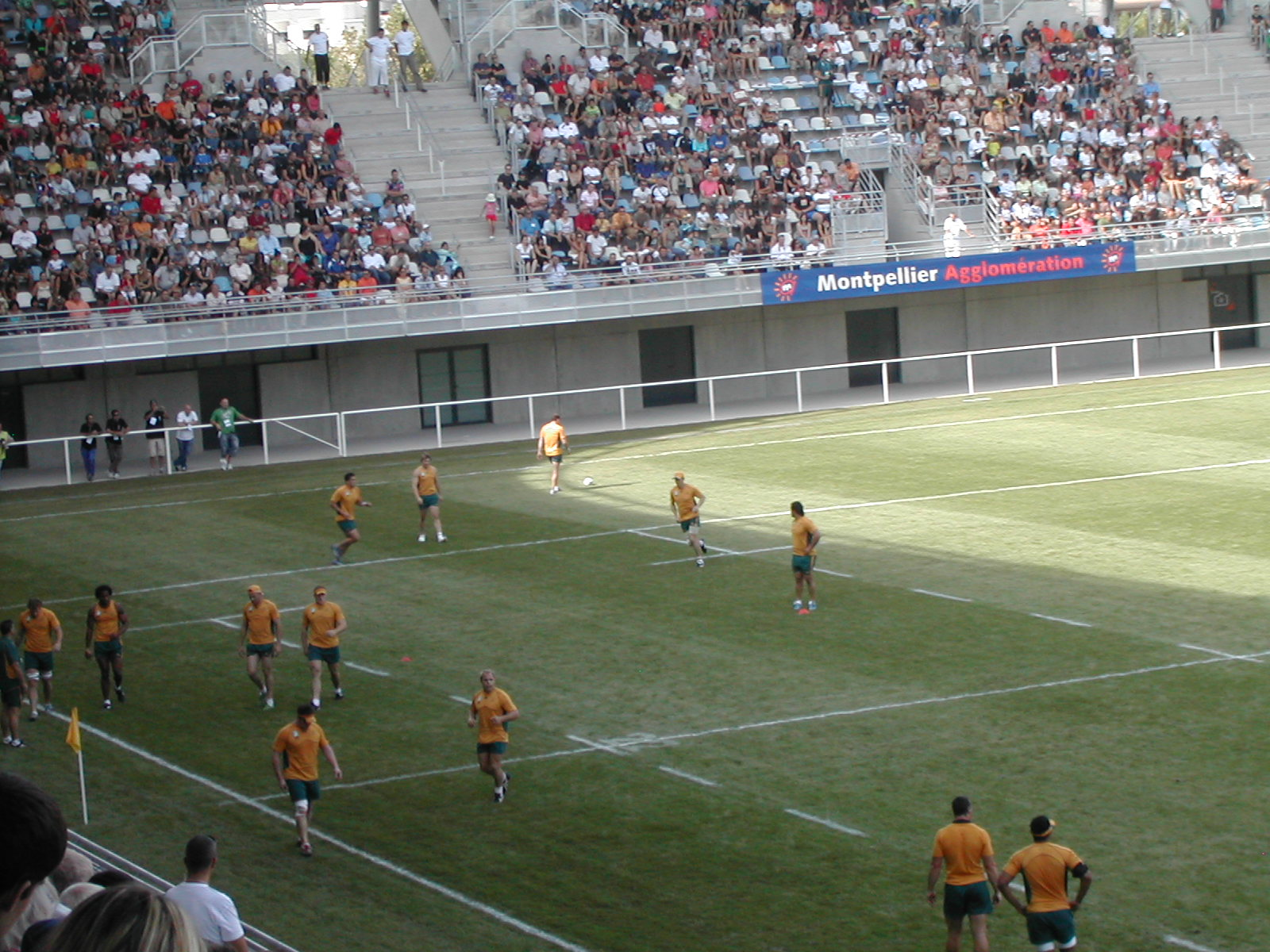
Training der australischen Rugby-Union-Nationalmannschaft am 2. September 2007
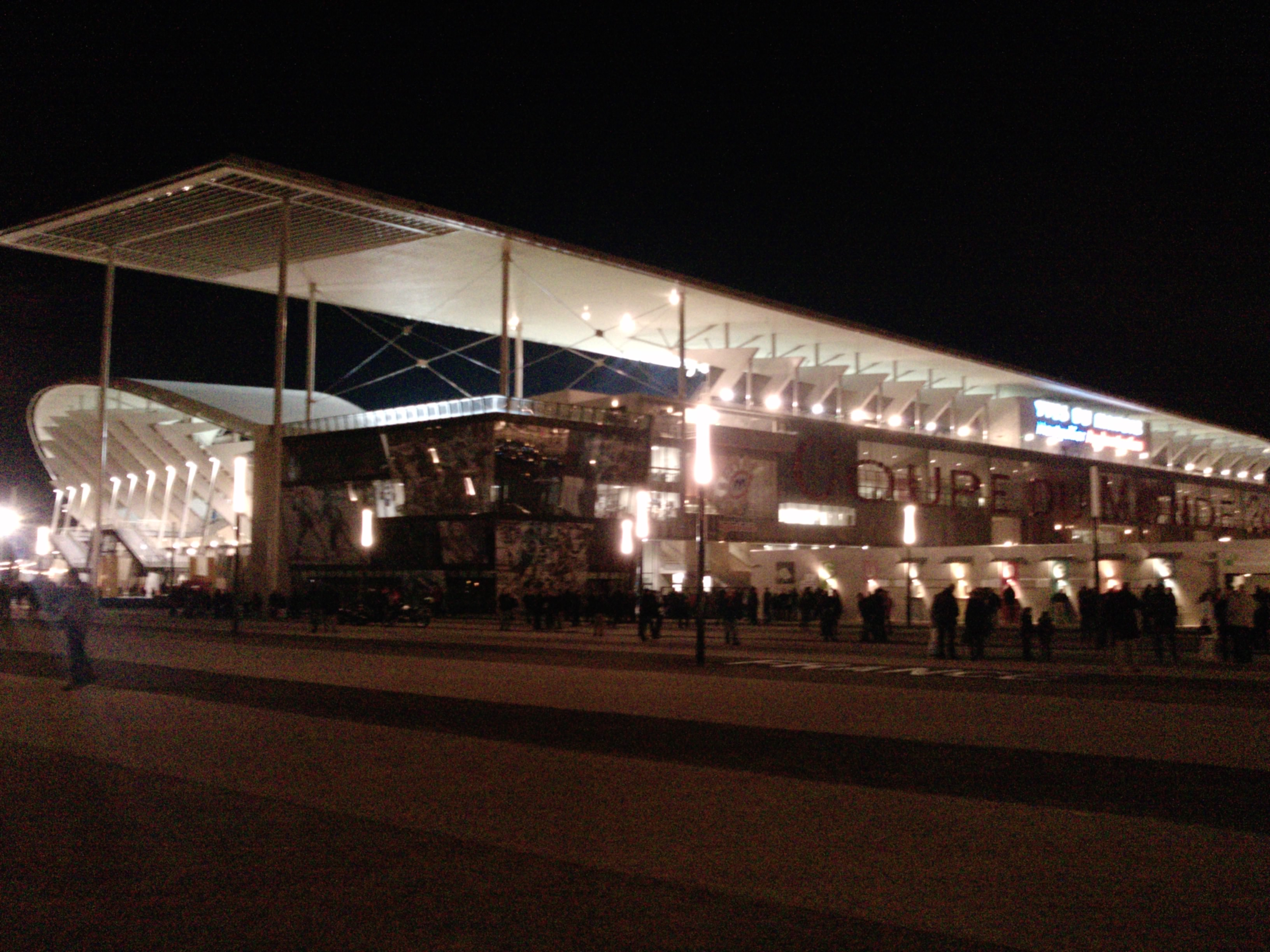
Das Stadion im nächtlichen Schein (März 2010)
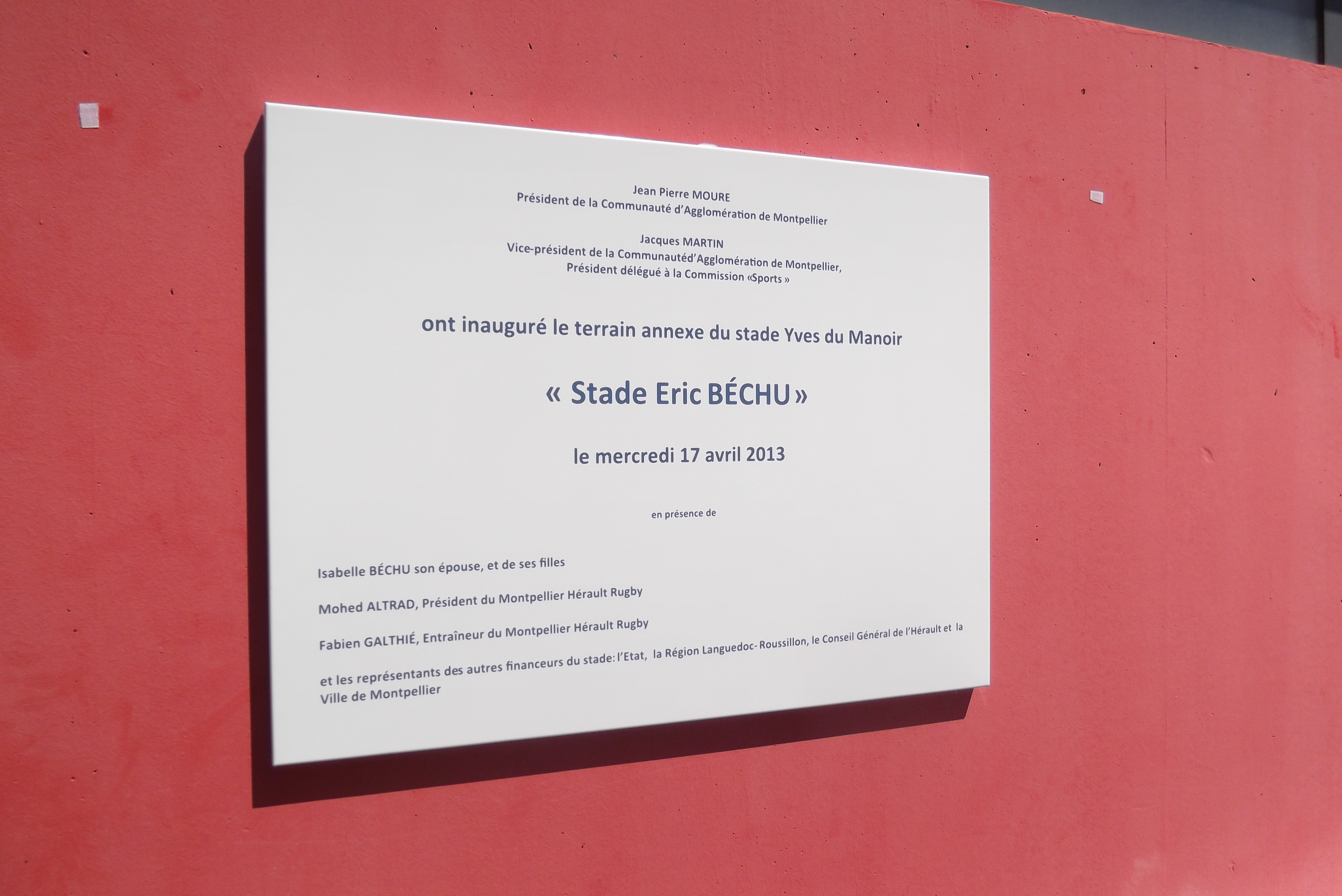
Plakette zur Einweihung des Stade Éric Béchu am 17. April 2013
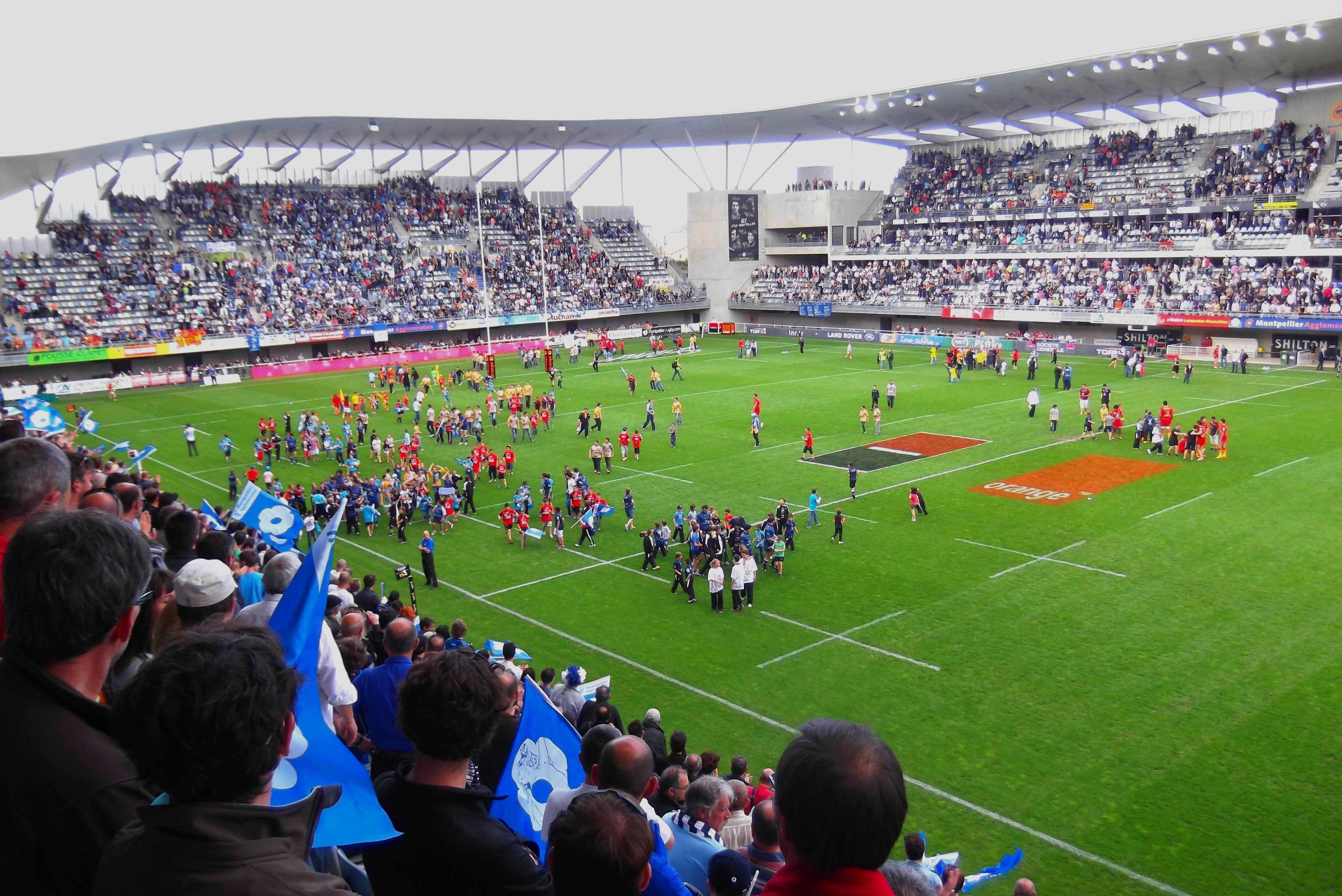
Spiel des Montpellier Hérault Rugby gegen USA Perpignan am 4. Mai 2013
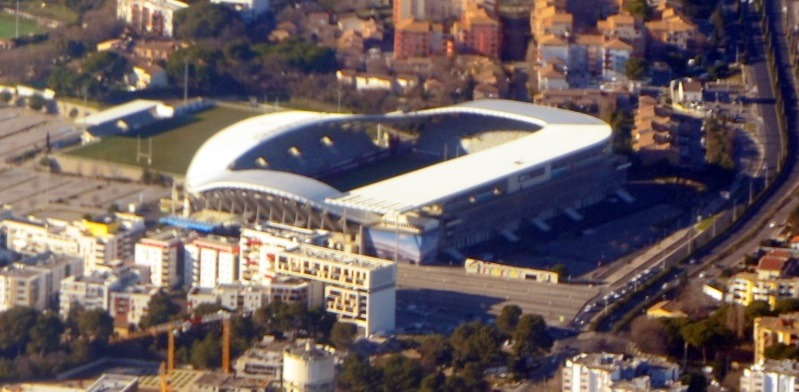
Blick auf das Stadion (Januar 2019)